# Ivan Elliott
Ivan Cornelius Elliott Jr. (* 3. November 1986 in San Francisco, Kalifornien) ist ein ehemaliger US-amerikanischer Basketballspieler. Als Berufsbasketballspieler stand Elliott bei Vereinen in Lettland, Deutschland und Italien unter Vertrag. In der Basketball-Bundesliga kam er auf 192 Einsätze.

## Karriere
Elliott, der auf der Position des Power Forwards eingesetzt wurde, besuchte bis zum Jahr 2004 die Wallenberg High School in seiner Heimatstadt San Francisco, wo er neben Basketball auch in der Baseball-Mannschaft spielte. Anschließend ging er auf das Community College West Valley College in Saratoga, Kalifornien und erzielte in deren Hochschulbasketballmannschaft bereits im zweiten Jahr in der „California Community College Athletic Association“ (CCCAA) einen Durchschnitt von 13,4 Punkten und 7,6 Rebounds pro Partie. Zur Spielzeit 2006/07 wechselte Elliott auf die University of California, Santa Barbara, wo er in der NCAA spielte und schnell Leistungsträger wurde. Mit insgesamt 66 Offensiv-Rebounds stellte er in dieser Spielzeit sogar den Bestwert seiner Mannschaft auf. In seinem Abschlussjahr erreichte er zudem eine Trefferquote beim Dreipunktwurf von 44,8 %.
Nach insgesamt zwei Jahren in der NCAA wurde Elliott 2008 Profi und ging nach Europa, wo er in Lettland bei SK Valmiera einen Vertrag erhielt, das sowohl in der lettischen Basketballliga LBL, als auch in der Elite-Division der Baltic Basketball League antrat. Zur Saison 2009/10 unterschrieb er einen Ein-Jahres-Vertrag in der Basketball-Bundesliga beim Mitteldeutschen BC aus Weißenfels, mit dem er am Ende der Spielzeit den zehnten Platz erreichte und somit nur knapp den Einzug in die Play-offs verpasste. Zur Saison 2010/11 wechselte er innerhalb der höchsten deutschen Spielklasse zu den Eisbären Bremerhaven. Bereits nach vier Wochen machte der Verein jedoch noch vor Saisonbeginn von seiner Möglichkeit Gebrauch, den Vertrag wieder aufzulösen. Elliott schloss sich daraufhin dem Zweitligisten s.Oliver Baskets aus Würzburg an, der seinen befristeten Vertrag verlängerte und mit ihm aus der ProA in die Basketball-Bundesliga aufstieg. Unter dem neuen Trainer John Patrick war Elliott einer der wenigen Spieler, die in der Erstliga-Spielzeit 2011/12 im Kader des Aufsteigers verbleiben durften. Am Saisonende erreichte man als Aufsteiger das Halbfinal um die deutsche Meisterschaft.
Elliott verließ schließlich die Würzburger und wechselte zur Saison 2012/13 zu den Neckar Riesen Ludwigsburg. Dort erhielt er einen Vertrag für eine Saison mit Option für ein weiteres Jahr. Als Tabellenvorletzter war man sportlich abgestiegen und konnte nur durch den Erwerb einer „Wild Card“ den Klassenerhalt sichern. Nach einem Trainerwechsel war erneut John Patrick sein Trainer geworden, der jedoch die Option auf eine weitere Spielzeit nicht nutzte. Zur Spielzeit 2013/14 schloss sich Elliott schließlich dem italienischen Drittligisten Torrevento BNB aus Corato innerhalb der Divisione Nazionale A (DNA) Silber an, der jedoch zum Saisonende den Spielbetrieb auf dem viertletzten Platz vorerst einstellte. Elliott wechselte zur folgenden Saison praktisch eine Spielklasse höher, als die beiden Spielklassen der DNA zunächst noch hierarchisch gegliedert in der Serie A2 zusammengefasst wurden. Mit Aurora Basket Fileni aus Jesi erreichte er jedoch auch nur den 13. und viertletzten Tabellenplatz am Saisonende.
Zur Bundesliga-Spielzeit 2015/16 kehrte Elliott nach Deutschland zurück und spielte in der höchsten Spielklasse für Phoenix Hagen, das am Saisonende nach Punktabzügen wegen Lizenzverstößen jedoch nur den 13. Platz belegte. Vor der folgenden Saison unterschrieb Elliott bei den noch schlechter platzierten Eisbären Bremerhaven erneut einen Vertrag.
Im Spieljahr 2016/17 stand Elliott im Eisbären-Hemd in 32 Bundesliga-Spielen auf dem Feld und erzielte im Schnitt 10,7 Punkte sowie 5,7 Rebounds je Begegnung. Nach der Saison 2017/18, in der er in 33 Bundesliga-Partien Mittelwerte von 7,0 Zählern und 4,4 Rebounds erreicht hatte, verließ er Bremerhaven und wechselte während der Sommerpause zum Zweitligisten Chemnitz. Er kam in der Saison 19/20 in 22 Zweitligaspielen zum Einsatz und erzielte im Schnitt 9,3 Punkte sowie 4,2 Rebounds je Begegnung. Er stand mit Chemnitz an der Tabellenspitze, als die Saison Mitte März 2020 wegen der Ausbreitung des Coronavirus SARS-CoV-2 abgebrochen wurde.
Elliott ließ sich in Billigheim nieder, er erlangte den B-Trainerschein des Deutschen Basketball-Bundes. Im Spieljahr 2021/22 war er bei den Crailsheim Merlins Assistenztrainer der U19-Mannschaft in der Nachwuchs-Basketball-Bundesliga. Elliott wurde als Lehrer an einer Schule in Erlenbach tätig.